# NGC 5518
NGC 5518 é uma galáxia elíptica (E-S0) localizada na direcção da constelação de Boötes. Possui uma declinação de +20° 50' 56" e uma ascensão recta de 14 horas, 13 minutos e 47,6 segundos.
A galáxia NGC 5518 foi descoberta em 10 de Maio de 1882 por Édouard Jean-Marie Stephan.